# Мурджешть (Муреш)
Мурджешть, Мурджешті (рум. Murgești) — село у повіті Муреш в Румунії. Входить до складу комуни Акецарі.
Село розташоване на відстані 253 км на північний захід від Бухареста, 10 км на південний схід від Тиргу-Муреша, 87 км на схід від Клуж-Напоки, 117 км на північний захід від Брашова.

## Населення
За даними перепису населення 2002 року у селі проживали 494 особи.
Національний склад населення села:
| Національність | Кількість осіб | Відсоток |
| -------------- | -------------- | -------- |
| угорці         | 463            | 93,7%    |
| цигани         | 20             | 4,0%     |
| румуни         | 10             | 2,0%     |

Рідною мовою назвали:
| Мова      | Кількість осіб | Відсоток |
| --------- | -------------- | -------- |
| угорська  | 453            | 91,7%    |
| циганська | 30             | 6,1%     |
| румунська | 11             | 2,2%     |